# Edward King-Harman
Edward Robert King-Harman (3 avril 1838 - 10 juin 1888) est un propriétaire et homme politique irlandais. Il siège à la Chambre des communes du Royaume-Uni entre 1877 et 1888 en tant que nationaliste irlandais, puis unioniste.

## Jeunesse
Il est le fils de Lawrence Harman King-Harman et de sa femme Cecilia Johnstone de Stirling. Son père est le plus jeune fils de Robert King (1er vicomte Lorton) et hérite de lui les domaines de Rockingham, comté de Roscommon et Newcastle, Ballymahon, comté de Longford. King-Harman fait ses études au Collège d'Eton et devient lieutenant dans le 60th Rifles et capitaine dans la milice de Longford. Il hérite de Rockingham qui est une maison construite par John Nash, mais modifiée d'une manière à la fin du 19e siècle afin de fournir plus d'hébergement. Il est juge de paix pour les comtés de Sligo, Longford et Westmeath et colonel honoraire du 5e bataillon, Connaught Rangers . Il publie dans le Freeman's Journal et est membre du Arts Club de 1863 jusqu'à sa mort.

## Carrière politique
Il se présente sans succès en tant que candidat du parti nationaliste d'Isaac Butt en mai 1870. En janvier 1877, il est élu député du comté de Sligo, mais perd son siège aux élections générales de 1880. Il est ensuite Lord Lieutenant et Custos Rotulorum de Roscommon en 1878. En 1883, il est élu député du comté de Dublin, jusqu'à ce que le siège soit divisé en vertu de la Redistribution of Seats Act 1885. Il est initialement un dirigeant nationaliste de l'intérieur, mais est devenu par la suite un unioniste. À la suite de la représentation de Gladstone du peuple Act de 1884 qui étend la franchise irlandaise, certains orangistes menacent de recourir à la violence et T. P. O'Connor se plaignit au parlement de plusieurs politiciens utilisant un langage incendiaire. O'Connor cite comme exemple le conseil de King-Harman de «garder la cartouche dans le fusil» .
En 1885, King-Harman est élu député unioniste (conservateur) du siège anglais de l'île de Thanet. En 1887, il est sous-secrétaire parlementaire pour l'Irlande . Il occupe le siège jusqu'à sa mort d'une maladie cardiaque à Rockingham à Boyle, en Irlande, à l'âge de 49 ans en 1888.

## Famille
King-Harman épouse, en 1864, Anne Worsley, fille de Sir William Worsley, 1er baronnet. Ils ont une fille, Frances Agnes, qui épouse Sir Thomas Stafford, 1er baronnet, médecin et membre du Conseil privé irlandais. Ils ont à leur tour deux fils, dont le plus jeune, Cecil Stafford-King-Harman (en), hérite de la baronnie et des domaines de Rockingham .